# Badminton under sommer-OL 2016 - damedouble
Damernes doubleturnering i badminton under sommer-OL 2016 fandt sted 11. - 18. august.

## Format
Turneringen begyndte med indledende kampe: Udøverne blev splittet op i fire grupper og spillede mod de andre udøvere i sine egne grupper. De fire bedst doubler var seedede og var placeret i hver deres indledende gruppe. De to bedste doubler fra de indledende gruppekampe gik videre til kvartfinalerne. Den bedste double i hver gruppe gik til hver sin kvartfinale, mens de fire toere var gennem lodtrækning for at blive placeret i kvartfinalen. Herefter var der semifinaler, kamp om bronze samt finalen.

## Seedet
I alt var fire par seedet i konkurrencen.
1. Misaki Matsutomo / Ayaka Takahashi (Guld)
2. Tang Yuanting / Yu Yang (Fjerdeplads)
3. Nitya Krishinda Maheswari / Greysia Polii (Kvartfinale)
4. Jung Kyung-eun / Shin Seung-chan (Bronze)

## Resultater[2]

### Gruppespil

#### Gruppe A
| Spillere                                      | K | V | T | VS | TS | P |
| --------------------------------------------- | - | - | - | -- | -- | - |
| Misaki Matsutomo / Ayaka Takahashi            | 3 | 3 | 0 | 6  | 0  | 3 |
| Eefje Muskens / Selena Piek                   | 3 | 2 | 1 | 4  | 3  | 2 |
| Puttita Supajirakul / Sapsiree Taerattanachai | 3 | 1 | 2 | 2  | 4  | 1 |
| Jwala Gutta / Ashwini Ponnappa                | 3 | 0 | 3 | 1  | 6  | 0 |

| Double 1                                      | Resultat            | Double 2                                      |
| --------------------------------------------- | ------------------- | --------------------------------------------- |
| Misaki Matsutomo / Ayaka Takahashi            | 21–15, 21–10        | Jwala Gutta / Ashwini Ponnappa                |
| Eefje Muskens / Selena Piek                   | 21–13, 22–20        | Puttita Supajirakul / Sapsiree Taerattanachai |
| Misaki Matsutomo / Ayaka Takahashi            | 21–15, 21–15        | Puttita Supajirakul / Sapsiree Taerattanachai |
| Eefje Muskens / Selena Piek                   | 21–16, 16–21, 21–17 | Jwala Gutta / Ashwini Ponnappa                |
| Misaki Matsutomo / Ayaka Takahashi            | 21–9, 21–11         | Eefje Muskens / Selena Piek                   |
| Puttita Supajirakul / Sapsiree Taerattanachai | 21–17, 21–15        | Jwala Gutta / Ashwini Ponnappa                |

#### Gruppe B
| Spillere                                  | K | V | T | VS | TS | VB  | TB  | P |
| ----------------------------------------- | - | - | - | -- | -- | --- | --- | - |
| Jung Kyung-eun / Shin Seung-chan          | 3 | 2 | 1 | 4  | 2  | 118 | 92  | 2 |
| Christinna Pedersen / Kamilla Rytter Juhl | 3 | 2 | 1 | 4  | 2  | 113 | 91  | 2 |
| Luo Ying / Luo Yu                         | 3 | 2 | 1 | 4  | 2  | 108 | 100 | 2 |
| Eva Lee / Paula Lynn Obanana              | 3 | 0 | 3 | 0  | 6  | 70  | 126 | 0 |

| Double 1                                  | Resultat     | Double 2                                  |
| ----------------------------------------- | ------------ | ----------------------------------------- |
| Christinna Pedersen / Kamilla Rytter Juhl | 11–21, 18–21 | Luo Ying / Luo Yu                         |
| Jung Kyung-eun / Shin Seung-chan          | 21–14, 21–12 | Eva Lee / Paula Lynn Obanana              |
| Christinna Pedersen / Kamilla Rytter Juhl | 21–9, 21–6   | Eva Lee / Paula Lynn Obanana              |
| Jung Kyung-eun / Shin Seung-chan          | 21–10, 21–14 | Luo Ying / Luo Yu                         |
| Jung Kyung-eun / Shin Seung-chan          | 16–21, 18–21 | Christinna Pedersen / Kamilla Rytter Juhl |
| Luo Ying / Luo Yu                         | 21–14, 21–15 | Eva Lee / Paula Lynn Obanana              |

#### Gruppe C
| Spillere                                  | K | V | T | VS | TS | P |
| ----------------------------------------- | - | - | - | -- | -- | - |
| Nitya Krishinda Maheswari / Greysia Polii | 3 | 3 | 0 | 6  | 0  | 3 |
| Vivian Hoo Kah Mun / Woon Khe Wei         | 3 | 2 | 1 | 4  | 2  | 2 |
| Heather Olver / Lauren Smith              | 3 | 1 | 2 | 2  | 5  | 1 |
| Poon Lok Yan / Tse Ying Suet              | 3 | 0 | 3 | 1  | 6  | 0 |

| Double 1                                  | Resultat            | Double 2                          |
| ----------------------------------------- | ------------------- | --------------------------------- |
| Nitya Krishinda Maheswari / Greysia Polii | 21–9, 21–11         | Poon Lok Yan / Tse Ying Suet      |
| Vivian Hoo Kah Mun / Woon Khe Wei         | 21–17, 24–22        | Heather Olver / Lauren Smith      |
| Vivian Hoo Kah Mun / Woon Khe Wei         | 21–15, 21–13        | Poon Lok Yan / Tse Ying Suet      |
| Nitya Krishinda Maheswari / Greysia Polii | 21–10, 21–13        | Heather Olver / Lauren Smith      |
| Nitya Krishinda Maheswari / Greysia Polii | 21–19, 21–19        | Vivian Hoo Kah Mun / Woon Khe Wei |
| Heather Olver / Lauren Smith              | 21–17, 18–21, 21–16 | Poon Lok Yan / Tse Ying Suet      |

#### Gruppe D
| Spillere                          | K | V | T | VS | TS | P |
| --------------------------------- | - | - | - | -- | -- | - |
| Chang Ye-na / Lee So-hee          | 3 | 3 | 0 | 6  | 2  | 3 |
| Tang Yuanting / Yu Yang           | 3 | 2 | 1 | 5  | 2  | 2 |
| Gabriela Stoeva / Stefani Stoeva  | 3 | 1 | 2 | 2  | 4  | 1 |
| Johanna Goliszewski / Carla Nelte | 3 | 0 | 3 | 1  | 6  | 0 |

| Double 1                         | Resultat            | Double 2                          |
| -------------------------------- | ------------------- | --------------------------------- |
| Chang Ye-na / Lee So-hee         | 24–22, 21–15        | Gabriela Stoeva / Stefani Stoeva  |
| Tang Yuanting / Yu Yang          | 21–10, 21–11        | Johanna Goliszewski / Carla Nelte |
| Chang Ye-na / Lee So-hee         | 21–18, 18–21, 21–17 | Johanna Goliszewski / Carla Nelte |
| Tang Yuanting / Yu Yang          | 21–14, 21–11        | Gabriela Stoeva / Stefani Stoeva  |
| Tang Yuanting / Yu Yang          | 18–21, 21–14, 11–21 | Chang Ye-na / Lee So-hee          |
| Gabriela Stoeva / Stefani Stoeva | 21–14, 21–19        | Johanna Goliszewski / Carla Nelte |

### Slutspil
|  | Kvartfinaler | Kvartfinaler                              | Kvartfinaler                              | Kvartfinaler                              | Kvartfinaler |                                  |                                           | Semifinaler                        | Semifinaler | Semifinaler | Semifinaler | Semifinaler |  |  | Finale | Finale                             | Finale | Finale | Finale |
|  |              |                                           |                                           |                                           |              |                                  |                                           |                                    |             |             |             |             |  |  |        |                                    |        |        |        |
|  | A1           | Misaki Matsutomo / Ayaka Takahashi        | 21                                        | 18                                        | 21           |                                  |                                           |                                    |             |             |             |             |  |  |        |                                    |        |        |        |
|  | C2           | Vivian Hoo Kah Mun / Woon Khe Wei         | 16                                        | 21                                        | 9            |                                  |                                           |                                    |             |             |             |             |  |  |        |                                    |        |        |        |
|  | C2           | Vivian Hoo Kah Mun / Woon Khe Wei         | 16                                        | 21                                        | 9            |                                  | A1                                        | Misaki Matsutomo / Ayaka Takahashi | 21          | 21          |             |             |  |  |        |                                    |        |        |        |
|  |              |                                           |                                           |                                           |              |                                  | A1                                        | Misaki Matsutomo / Ayaka Takahashi | 21          | 21          |             |             |  |  |        |                                    |        |        |        |
|  |              | B1                                        | Jung Kyung-eun / Shin Seung-chan          | 16                                        | 15           |                                  |                                           |                                    |             |             |             |             |  |  |        |                                    |        |        |        |
|  | B1           | B1                                        | Jung Kyung-eun / Shin Seung-chan          | 16                                        | 15           | Jung Kyung-eun / Shin Seung-chan | 21                                        | 20                                 | 21          |             |             |             |  |  |        |                                    |        |        |        |
|  | B1           |                                           |                                           |                                           |              | Jung Kyung-eun / Shin Seung-chan | 21                                        | 20                                 | 21          |             |             |             |  |  |        |                                    |        |        |        |
|  | A2           | Eefje Muskens / Selena Piek               | 13                                        | 22                                        | 14           |                                  |                                           |                                    |             |             |             |             |  |  |        |                                    |        |        |        |
|  |              |                                           |                                           |                                           |              |                                  |                                           |                                    |             |             |             |             |  |  | A1     | Misaki Matsutomo / Ayaka Takahashi | 18     | 21     | 21     |
|  |              |                                           | B2                                        | Christinna Pedersen / Kamilla Rytter Juhl | 21           | 9                                | 19                                        |                                    |             |             |             |             |  |  |        |                                    |        |        |        |
|  | D2           | Tang Yuanting / Yu Yang                   | 21                                        | 21                                        |              |                                  |                                           |                                    |             |             |             |             |  |  |        |                                    |        |        |        |
|  | C1           | Nitya Krishinda Maheswari / Greysia Polii | 11                                        | 14                                        |              |                                  |                                           |                                    |             |             |             |             |  |  |        |                                    |        |        |        |
|  | C1           | Nitya Krishinda Maheswari / Greysia Polii | 11                                        | 14                                        |              | D2                               | Tang Yuanting / Yu Yang                   | 16                                 | 21          | 19          |             |             |  |  |        |                                    |        |        |        |
|  |              |                                           |                                           |                                           |              | D2                               | Tang Yuanting / Yu Yang                   | 16                                 | 21          | 19          |             |             |  |  |        |                                    |        |        |        |
|  |              | B2                                        | Christinna Pedersen / Kamilla Rytter Juhl | 21                                        | 14           | 21                               |                                           |                                    |             |             |             |             |  |  |        |                                    |        |        |        |
|  | B2           | B2                                        | Christinna Pedersen / Kamilla Rytter Juhl | 21                                        | 14           | 21                               | Christinna Pedersen / Kamilla Rytter Juhl | 28                                 | 18          | 21          |             |             |  |  |        |                                    |        |        |        |
|  | B2           |                                           |                                           |                                           |              |                                  | Christinna Pedersen / Kamilla Rytter Juhl | 28                                 | 18          | 21          |             |             |  |  |        |                                    |        |        |        |
|  | D1           | Chang Ye-na / Lee So-hee                  | 26                                        | 21                                        | 15           |                                  |                                           |                                    |             |             |             |             |  |  |        |                                    |        |        |        |

| Bronzemedaljekamp |                                  |    |    |  |  |  |  |
|                   |                                  |    |    |  |  |  |  |
| B1                | Jung Kyung-eun / Shin Seung-chan | 21 | 21 |  |  |  |  |
| D2                | Tang Yuanting / Yu Yang          | 8  | 17 |  |  |  |  |